# Álomfejtés (könyv)
Az Álomfejtés (eredetileg németül Die Traumdeutung) Sigmund Freud 1900-ban megjelent könyve. A kötet hatszáz példányban jelent meg, és kezdetben alig néhányat adtak el belőle. Később azonban igen népszerűvé vált, ahogy a pszichoanalitikus mozgalom egyre nagyobb tekintélyre tett szert.

## A könyv alapgondolatai
Freud a kötetben arra tesz kísérletet, hogy megmutassa: az álom értelmezhető. Az ő álomértelmezései azonban jelentős mértékben különböznek az addigi technikáktól. Mint írja, előtte két lehetséges módon magyarázták az álmokat. Az egyik a szimbolikus módszer, amikor az álom tartalmát egészében veszik szemügyre, és így rendelnek hozzá valamilyen jelentést, ilyen József értelmezése a Biblia első könyvében, amikor megfejtette a fáraó álmát a hét bő és a hét szűk esztendőről. A másik a kódolási módszer, amikor az egyes motívumokhoz külön-külön rendelnek valamilyen jelentést (pl. egy álmoskönyvben külön-külön megnézik az álomban megjelenő képek jelentését).

### Az álommunka mint lelki jelenség
Freud ezzel szemben úgy véli, az álomban tudattalan lelki tartalmak fejeződnek ki. Az álom mindig vágyteljesítés, de tudattalan vágyaké, vagyis olyan késztetéseké, amiket önmagunknak sem merünk bevallani. Ezeket a vágyakat a tudat elfojtja és a tudattalanba szorítja, amik azonban annak ellenére, hogy nem tudatosulnak, nem szűnnek meg létezni, és arra törekszenek, hogy kielégüljenek. A vágy minden esetben olyan lelki energiát jelent, ami nyugtalanítja, feszültséggel tölti el a "lelki szerkezetet", ahogyan Freud nevezi. Ha az energiaszint túl nagy, a lélek fájdalommal telik meg, a vágyat tehát valamilyen módon ki kell elégíteni, és levezetni az energiáját. 
Mivel Freud szerint az is vágykielégítésnek számít, ha egy vágyat a képzeletünkben, a fantáziaképeinkben valósítunk meg (ezért van, hogy minden ember szokott álmodozni), az álom képileg megmutatja, ezzel megvalósítja az elfojtott vágyainkat. A tudattalan működésmódjára Freud szerint ugyanis az észlelési azonosság a jellemző, vagyis az, hogy a vágyakat azáltal elégíti ki, hogy elképzeli a vágy tárgyát, beteljesedve mutatja a vágyat. Mivel azonban a tudat még ilyen formában sem engedi megvalósulni a tudattalan vágyakat, belenyúl az álomba, és eltorzítja azt (hogy ne legyen felismerhető), ezt a mechanizmust nevezi Freud álomcenzúrának. 
A vágy ilyen módon tehát megjelenik képileg, de az álom nem közvetlenül, hanem átvitt értelemben, utalásszerűen ábrázolja azt. Az álomban tehát levezetődik a tudattalan vágyak energiája, a lelki szerkezet mentesül a feszültségtől, az ember pedig tovább alhat. Az álomnak azt a tartalmát, amit közvetlenül érzékelünk, Freud manifeszt tartalomnak nevezi, az elfojtott jelentést pedig a látens tartalomnak. A kötet nagy részében Freud az álomtorzítás módjait mutatja be, ezek közül a legfontosabbak a sűrítés és az eltolás. Freud az álmok elfelejtésének jelenségét is az álomcenzúra működésének részeként értelmezi.

#### A sűrítés
A sűrítés azt jelenti, hogy egy bizonyos álombeli kép, motívum több különböző asszociációt egyesít magában, amelyek az egymással való kapcsolatuk révén kifejeznek egy vagy több vágyat. A sűrítés egyik leggyakoribb eszköze a keverékszemély vagy gyűjtőszemély létrehozása, akiben több különböző személy egyesül. Erre viszonylag egyszerű példaként felhozható Freud saját álma. Freudot, mint leírja, 1897-ben professzori posztra javasolták, amit nagyon szeretett volna megkapni. Hasonló helyzetben volt R. kollégája, akit szintén javasoltak a professzornak, de a kinevezést nem kapta meg. Mivel R. ugyanúgy zsidó származású volt, mint Freud, fennállt a lehetősége annak, hogy a származása miatt nem lehet belőle professzor. Ha ez így van, akkor viszont Freudnak sincs esélye az előléptetésre. 
Freud ezután azt álmodta, hogy R. kollégája a nagybátyja, és hasonló világos szakálla van, mint a nagybátyjának. Ez a nagybácsi összeütközésbe került a törvénnyel, és Freud apja azt mondta rá, hogy József bácsi nem rossz ember, csak ostoba. Az álom jelentése tehát a következő: ha R. azonos József nagybácsival, akkor ő is ostoba. R. tehát a saját ostobasága miatt nem kapja meg a kinevezést, nem pedig származása miatt. Ha viszont nem a zsidó származás az akadály, akkor Freudnak van rá esélye, hogy professzor legyen. Az álom tehát egy vágyat fogalmaz meg, de áttételes formában. A legtöbb álomban ugyanakkor nem ilyen egyszerű a megfejtés: egy adott személy gyakran nagyon sok más ismerős gyűjtőszemélyévé válik, nagyon sok más személyt is ábrázol önmagán kívül.

#### Az eltolás
Az eltolás azt jelenti, hogy az igazi álomgondolat (a kifejezendő vágy) helyett egy másik elem jelenik meg az álomban, ami asszociatív módon utal arra, helyettesíti azt.

### Az első topográfiai modell
Freud az álmok és az álommunka elemzése után a könyv hetedik fejezetében vonja le az elméleti következtetéseket az addigi álomértelmezéseiből. Itt mutatja be az első topográfiai modellt, ami a lélek szerkezetét ábrázolja. A modellt azért nevezi topográfiainak, mert a szemléletesség kedvéért térben ábrázolja a lelki folyamatokat. Freud a lelket műszerhez hasonlítja, ami három részből áll. 
- A lélek belsejében található a tudattalan, az elfojtott vágyak összessége. Ezeknek a vágyaknak az a jellemzőjük, hogy nincsenek alávetve az idő hatalmának: ha egyszer egy vágy megjelent a tudattalanban, akkor az örökre megmarad, még akkor is, ha a lelki élet már túlhaladt rajta.
- A lelki szerkezet felszínén, mint egy lencse, a tudatos, ami a külső vagy a belső világra irányulva jelenvalóvá teszi számunkra az érzeteket, képzeteket, érzelmeket. Freud hangsúlyozza, hogy a lelki szerkezetben gondolatok és egészen bonyolult gondolatmenetek is létrejöhetnek a tudat közreműködése nélkül, sőt a lelki szerkezetnek csak egy nagyon kicsi része a tudatos, a gondolatok nagy részének nincs kapcsolata a tudatos lélekrésszel. Sok esetben előfordul, hogy egy egy gondolatmenetet megszakítunk, vagy azért, mert más irányba fordul a figyelmünk, vagy azért, mert olyan témák, vágyak megjelenése fut a gondolatmenet, amelyet elfogadhatatlannak tartunk. Ettől azonban a gondolatmenet tovább szövődik, csak most már a tudat ellenőrzése nélkül.
- A kettő között helyezkedik el a tudatelőttes, vagyis az emlékeink összessége, amik nem tudatosak, de tudatossá tehetők.

Ezt a modellt a húszas években követi a második topográfiai modell, mely a lelket az én, az ösztön-én és a felettes-én hármasára bontja.

## Utóélet
A hetvenes évektől Freud nem annyira pszichológusként, mint filozófusként hatott. Többek között e műnek köszönhetően komoly inspirációt jelentett a filozófiában és az irodalomelméletben olyan számára, mint pl. Jean-Francois Lyotard, Michel Foucault vagy Jacques Derrida. Freud szerint az álom értelmezési munkája kimeríthetetlen, nincs egy végső, teljesen megnyugtató, önazonos jelentés, minden álomban nagyon sokféle, akár egymásnak ellentmondó vágy fejeződik ki, pl.: „Legnehezebb a kezdő álomfejtőt arról meggyőzni, hogy munkája nincs befejezve, ha eljutott egy álom olyan teljes megfejtéséhez, amely értelmes, összefüggő és felvilágosítással szolgál az álomtartalom minden eleméről. Ugyanannak az álomnak ezen kívül lehet más rétege is, melyet nem vett észre.” Ez egybevág a posztstrukturalista elméletnek az értelmezésről és a nyelvről kialakított nézeteivel.

## Magyarul
- Az álomról; ford. Ferenczi Sándor; Dick, Bp., 1915
- Álomfejtés; ford. Hollós István, átnézte Ferenczi Sándor; in: Sigmund Freud összegyűjtött művei; sajtó alá rend. Ferenczi Sándor, Storfer A. József, ford. Takács Mária; Internationaler Psychoanalytische–Somló Béla, Wien–Bp., 1929
- Álomfejtés; utószó Hermann István, függelék Meller V. Ágnes, ford. Hollós István; Helikon, Bp., 1985
- Álomfejtés, 1-2.; ford. Hollós István; Animula, Bp., 2011 (Sigmund Freud írásai)